# Al-Mahdi (Abbaside)

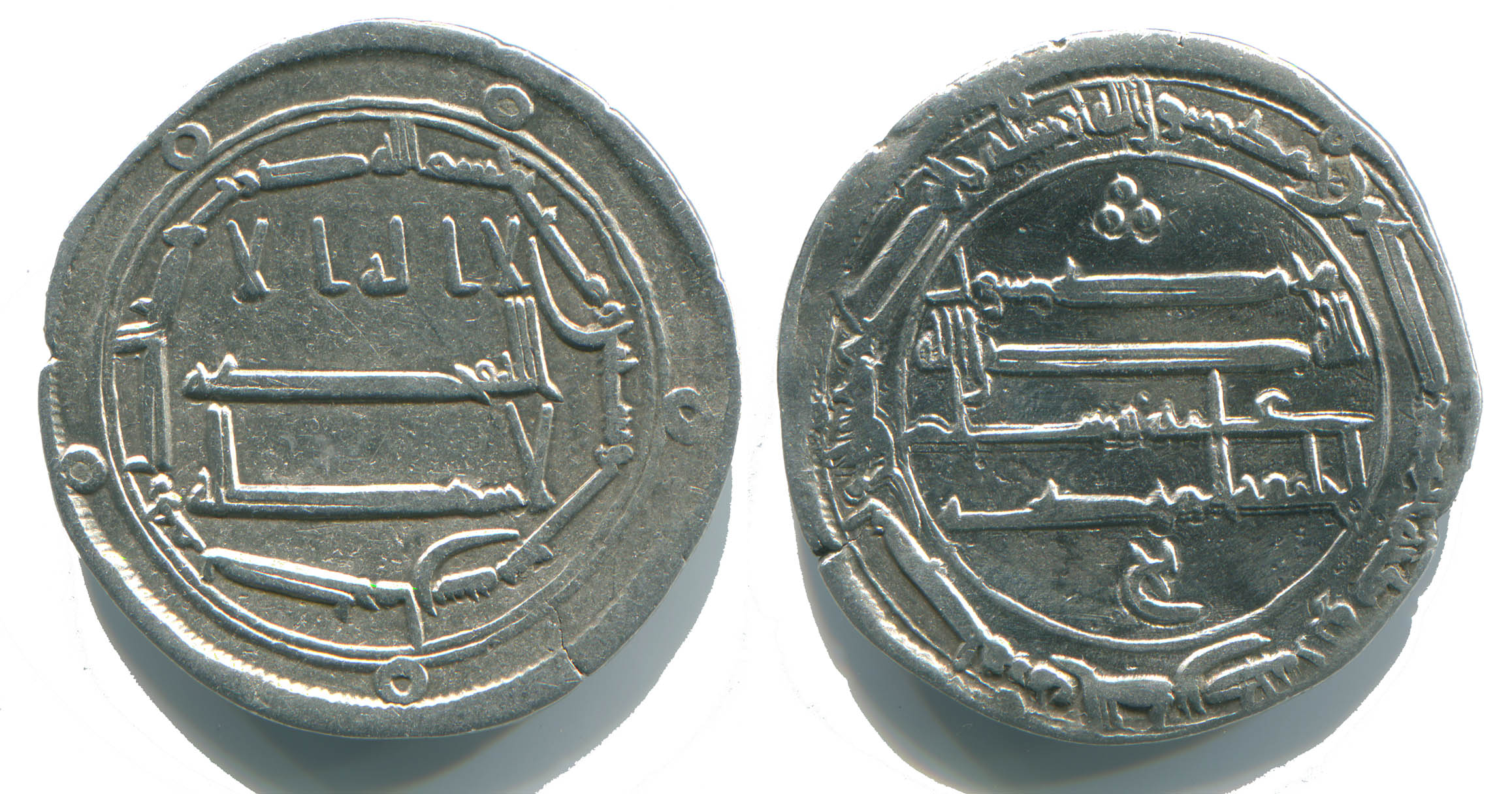
Dirham mit dem Namen al-Mahdis aus Kerman

al-Mahdi (arabisch أبو عبد الله محمد بن عبد الله المنصور بن محمد بن علي المهدي بالله, DMG Abū ʿAbd Allāh Muḥammad b. ʿAbd Allāh al-Manṣūr b. Muḥammad b. ʿAlī al-Mahdī bi-'llāh; * 743/44 oder 745; † 4. August 785) war der dritte Kalif der Abbasiden (775–785).

## Leben
Als designierter Thronfolger übernahm al-Mahdi 775 die Herrschaft von seinem Vater al-Mansur. Schon unter der Regierung seines Vaters hatte er sich als Feldherr bei der Eroberung von Tabaristan südlich des Kaspischen Meers ausgezeichnet (756), seit 758/59 fungierte er außerdem als Gouverneur in Rey.
Unter seiner Regierung wurde der Ausbau der Reichsverwaltung fortgesetzt und der politische Kurs al-Mansurs beibehalten. Wie dieser stützte sich auch al-Mahdi vorwiegend auf abbasidische Familienmitglieder. Anders als seine beiden Vorgänger, scheint al-Mahdi aber dem religiösen Aspekt seines Amtes mehr Gewicht beigemessen zu haben, was auch an dem gewählten Herrschernamen „al-Mahdi“ deutlich wird.
Abgesehen vom Aufstand des Muqanna in Chorassan (775/76–779) und den andauernden Unruhen der Charidschiten in Ifrīqiya/Maghreb und im Iran war das Reich befriedet, seine Regierungszeit wird als eine Friedens- und Wohlstandszeit charakterisiert. Unter Prinz Harun (ar-Raschid) begannen 780 als Reaktion auf feindliche Übergriffe erneut Feldzüge gegen Byzanz. 782 stießen die muslimischen Truppen weiter auf byzantinisches Gebiet vor und konnten byzantinische Tribute erzwingen. Gegenüber den Aliden versuchte al-Mahdi, eine Versöhnungspolitik zu betreiben; wenigstens erreichte er, dass diesbezüglich keine größeren Störungen während seiner Regierungszeit erfolgten.
Im Gegensatz zur „bescheidenen“ Hofhaltung al-Mansurs betrieb al-Mahdi nach persischen Vorbildern (vor allem in Anlehnung an die Sassaniden) eine sehr prachtvolle Hofhaltung in Bagdad und förderte Kultur und Wissenschaft. Der gelehrte syrische Christ Theophilos von Edessa war an seinem Hof als Astrologe tätig und wurde von al-Mahdi gefördert.
Gegen Ende der Regierung kam es zu Haremsintrigen, als die berberische Haremsdame Haizuran an Einfluss gewann und ihrem Sohn Harun die Thronfolge sichern wollte. Allerdings bestätigt al-Mahdi die Thronfolge seines Sohnes Musa (al-Hādī) (785–786), legte jedoch Hārūn ar-Raschīd als dessen Nachfolger fest.
Al-Mahdis Tod im Jahr 785 kam unerwartet und wird mit einer mutmaßlichen Vergiftung durch seine Sängersklavin Hasana in Verbindung gebracht.

## Familie
Mit der Sklavin al-Chairuzan zeugte er vier Kinder, al-Hadi (um 764–786, reg. 785–786), Harun al-Raschid (766–809, reg. 786–809), Isa ibn al-Mahdi. sowie als jüngstes Kind und einzige Tochter Banuka bint al-Mahdi (um 766–782/3). Im Jahr 775 entließ er al-Chaizuran aus der Sklaverei, heiratete sie und ernannte ihren Sohn al-Hadi zum Thronerben. Damit setzte sich al-Mahdi über die gesellschaftliche Konvention hinweg, dass der Sohn einer – auch freigelassenen – Sklavin, Thronfolger werden konnte.
Im Jahr 782 ernannte er erneut auf Beeinflussung durch al-Chaizuran auch ihren Sohn Harun al-Raschid zum zweite Thronerben.
Zu seiner und al-Chaizurans Tochter Banuka bint al-Mahdi hatte er eine enge väterliche Beziehung, wobei er erneut gesellschaftliche Konventionen ignorierte. So ließ er Banuqa ihn auf seinen Reisen begleiten, wobei er um dem Gerede der Leute zu entgehen, sie als Mann verkleidete, allerdings flog die Tarnung in Basra aufgrund des schwellenden Busens auf. Als Banuka 782/783 starb, war al-Mahdi untröstlich und forderte das Volk auf, ihm sein Beileid auszusprechen, das in großer Zahl kam. Von den geistlichen Würdenträgern und Literaten wurde dies im Nachhinein kritisiert, da es als gesellschaftlich unangemessen angesehen wurde, einer Frau solche Ehrung zuteilwerden zu lassen, die zudem die Tochter einer früheren Sklavin war.

### Familienmitglieder
Ehefrauen
- al-Chairuzan
- Raita bint al-Saffah

Söhne
- al-Hadi, von al-Chaizuran
- Harun al-Raschid, von al-Chaizuran
- Isa ibn al-Mahdi, von al-Chaizuran
- Mansur ibn al-Mahdi, von der Konkubine Bahtariya[14]
- Ubaidallah ibn al-Mahdi, von Raita bint al-Saffah
- Ali ibn al-Mahdi, von Raita bint al-Saffah

Töchter
- Aliya bint al-Mahdi, von der Konkubine Bahtariya[14]
- Banuka bint al-Mahdi, von der Ehefrau al-Chaizuran
- Sulaima bint al-Mahdi, von der Konkubine Bahtariya[14]
- Ulaiya bint al-Mahdi, von der Konkubine Maknuna[15]

Konkubinen und Sklavinnen
- Bahtariya, Sklavin und Konkubine, Mutter von Aliya bint al-Mahdi und Sulaima bint al-Mahdi[14]
- Hasana, Sängersklavin
- Maknuna, Sängersklavin, Mutter von Ulaiya bint al-Mahdi[16]
- Malka, Sklavin und Konkubine